# Дуе Казе (Латина)
Дуе Казе је насеље у Италији у округу Латина, региону Лацио.
Према процени из 2011. у насељу је живело 72 становника. Насеље се налази на надморској висини од 65 м.